# Jan Krekels
Jan Krekels (Sittard, 26 d'agost de 1947) és un ciclista neerlandès, ja retirat, que fou professional entre 1969 i 1978. Com a ciclista amateur va prendre part en els Jocs Olímpics de Mèxic de 1968, on guanyà la medalla d'or en la prova dels 100 km contrarellotge per equip del programa de ciclisme. Com a professional destaca una victòria d'etapa al Tour de França de 1971.

## Palmarès
- 1967
  - Vencedor d'una etapa de l'Olympia's Tour
- 1968
  -  Campió Olímpic de CRE (amb Fedor den Hertog, René Pijnen i Joop Zoetemelk)
  - 1r de l'Omloop der Kempen
  - 1r de la Volta a Overijssel
  - 1r de la Volta a Àustria
  - 1r a la Volta a Limburg
  - 1r a l'Archer Grand Prix
  - Vencedor d'una etapa de l'Olympia's Tour
- 1969
  - 1r a Orchies
- 1970
  - 1r a l'Acht van Chaam
  - Vencedor d'una etapa al Tour de l'Oise
- 1971
  - 1r a Ulestraten
  - 1r a Strombeek-Bever
  - Vencedor d'una etapa del Tour de França
  - Vencedor d'una etapa de la Volta a Suïssa
- 1972
  - 1r de la Volta a Andalusia i vencedor de 2 etapes
  - 1r a Simpelveld
  - 1r a Born
- 1973
  - 1r a Valkenswaard
  - 1r a Born
- 1974
  - 1r a Beringen
  - 1r a Geetbets
- 1976
  - 1r a Arendonk
  - 1r a Kloosterzande
  - 1r a Kruiningen
- 1978
  - 1r a Obbicht
  - 1r a Boxmeer

### Resultats al Tour de França
- 1971. 50è de la classificació general. Vencedor d'una etapa
- 1972. 78è de la classificació general
- 1973. 75è de la classificació general

### Resultats a la Volta a Espanya
- 1972. 55è de la classificació general